# Big Bang
(Jim Peebles)

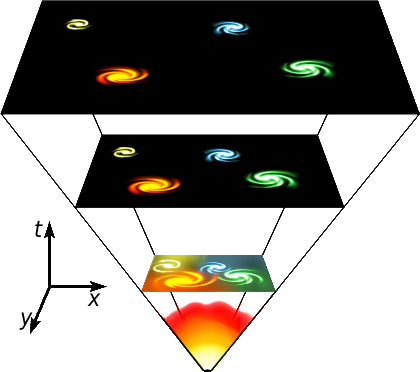
Rappresentazione artistica che illustra l'espansione di una porzione di un universo bidimensionale. Secondo il modello del Big Bang l'universo si espanse da uno stato iniziale estremamente denso e caldo e continua a espandersi tutt'oggi.

Il Big Bang (pron. inglese /bɪɡˈbæŋ/, letteralmente "Grande Scoppio") è un modello cosmologico secondo cui l'universo iniziò a espandersi a velocità elevatissima in un tempo finito nel passato a partire da una condizione di curvatura, temperatura e densità estreme e questo processo continua tuttora.
Il modello si fonda sulla teoria della relatività generale e sull’osservazione sperimentale dell'espansione dell'universo, ed è quello predominante nella comunità scientifica sulla base di prove e osservazioni astronomiche. In particolare la buona corrispondenza dell'abbondanza cosmica degli elementi leggeri come l'idrogeno e l'elio con i valori previsti in seguito al processo di nucleosintesi primordiale, e ancor più l'esistenza della radiazione cosmica di fondo, con uno spettro in linea con quello di corpo nero, hanno convinto la maggior parte degli scienziati che un evento simile al Big Bang ha avuto luogo quasi 14 miliardi di anni fa.
Tuttavia la teoria ha dei limiti: procedendo idealmente a ritroso nel tempo, in un processo inverso all'espansione, densità e temperatura aumentano fino a un istante nel cui intorno questi valori tendono all'infinito e il volume tende a zero, così che le attuali teorie fisiche non sono più applicabili (singolarità). Per questo il modello del Big Bang come concepito sulla base solo della relatività generale fornisce un'ottima descrizione dell'evoluzione dell'universo da un determinato momento in poi, ma non è adeguato a descrivere la condizione iniziale. Inoltre, alcune osservazioni sperimentali succedutesi nel tempo, come quella di un universo sostanzialmente piatto, e il cosiddetto problema dell'orizzonte rappresentano ulteriori limiti. Per tali motivi sono state proposte integrazioni della teoria originaria, principalmente il modello dell'inflazione cosmica.
Sul fronte sperimentale, negli acceleratori di particelle si studia il comportamento della materia e dell'energia in condizioni estreme, vicine a quelle in cui si sarebbe trovato l'universo durante le prime fasi del Big Bang, ma senza la possibilità di esaminare il livello di energia all'inizio dell'espansione.

## Storia
La teoria del Big Bang è stata dedotta dalle equazioni della relatività generale, risolvendole sotto condizioni particolari di natura ipotetica atte a semplificare il problema. La più importante di queste è l'ipotesi di omogeneità e l'isotropia dell'Universo, nota come principio cosmologico. Essa generalizza all'intero universo il principio copernicano. La teoria del Big Bang risultò subito in accordo con la nuova concezione della struttura dell'universo che proprio negli stessi decenni stava emergendo dall'osservazione astronomica delle nebulose. Nel 1912 Vesto Slipher aveva misurato il primo spostamento verso il rosso, ("redshift" in inglese), di una "nebulosa a spirale" e aveva scoperto che la maggior parte di esse si stava allontanando dalla Terra. Egli non colse l'implicazione cosmologica della sua scoperta, infatti in quel periodo erano in corso accesi dibattiti sul fatto se queste nebulose fossero o non fossero degli "universi isola" esterni alla Via Lattea.
Dieci anni dopo, Alexander Friedmann, matematico e cosmologo russo, applicò il principio cosmologico alle equazioni di campo della relatività generale, ricavandone le equazioni a lui intitolateː esse mostrano che l'universo deve essere in espansione, in contrasto con il modello di universo stazionario sostenuto da Einstein. Però egli non comprese che la sua teoria implicava, per effetto Doppler, lo spostamento verso il rosso della luce stellare e il suo contributo matematico fu completamente ignorato, sia perché privo di conferme astronomiche, sia perché poco noto nel mondo anglosassone, essendo scritto in tedesco.
A partire dal 1924 Edwin Hubble, utilizzando il telescopio Hooker dell'Osservatorio di Monte Wilson, mise a punto una serie di indicatori di distanza che sono i precursori dell'attuale scala delle distanze cosmiche. Questo gli permise di calcolare la distanza di nebulose a spirale il cui redshift era già stato misurato, soprattutto da Slipher, e di mostrare che quei sistemi si trovano a enormi distanze e sono in realtà altre galassie. Nel 1927 Georges Lemaître, fisico e sacerdote cattolico belga, sviluppò le equazioni del Big Bang in modo indipendente da Friedmann e ipotizzò che l'allontanamento delle nebulose fosse dovuto all'espansione del cosmo. Infatti egli osservò che la proporzionalità fra distanza e spostamento spettrale, oggi nota come legge di Hubble, era parte integrante della teoria ed era confermata dai dati di Slipher e di Hubble.
Nel 1931 Lemaître andò oltre e suggerì che l'evidente espansione del cosmo necessita di una sua contrazione andando indietro nel tempo, continuando fino a quando esso non si può più contrarre ulteriormente, concentrando tutta la massa dell'universo in un volume quasi nullo, del diametro della lunghezza di Planck, detto da Lemaître  "l'atomo primitivo". Il nome "atomo" è da intendersi in senso etimologico come un riferimento all'indivisibilità di questo volume, prima del quale lo spazio e il tempo, ovvero lo Spaziotempo della teoria della relatività, non esistono.
Nel 1929 Hubble pubblicò la relazione tra la distanza di una galassia e la sua velocità di allontanamento formulando quella che oggi è conosciuta come legge di Hubble.

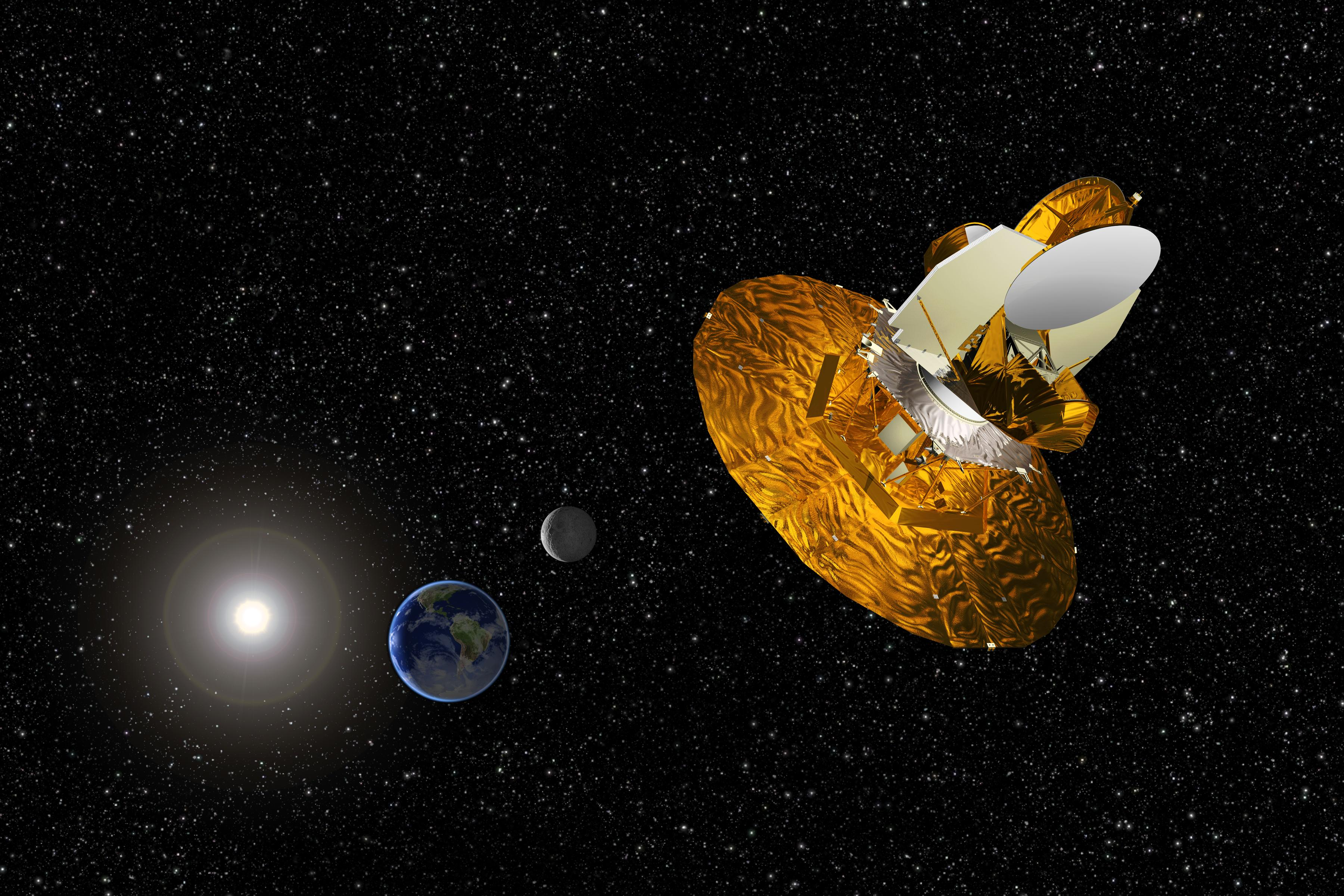
Rappresentazione artistica del satellite WMAP, che sta raccogliendo dati per aiutare gli scienziati nella comprensione del Big Bang.

Per spiegare le osservazioni di Hubble negli anni trenta furono proposte altre idee, note come cosmologie non standard come per esempio il modello di Milne, l'universo oscillante, ideato originariamente da Friedmann e supportato da Einstein e da Richard Tolman, e l'ipotesi della luce stanca di Fritz Zwicky.

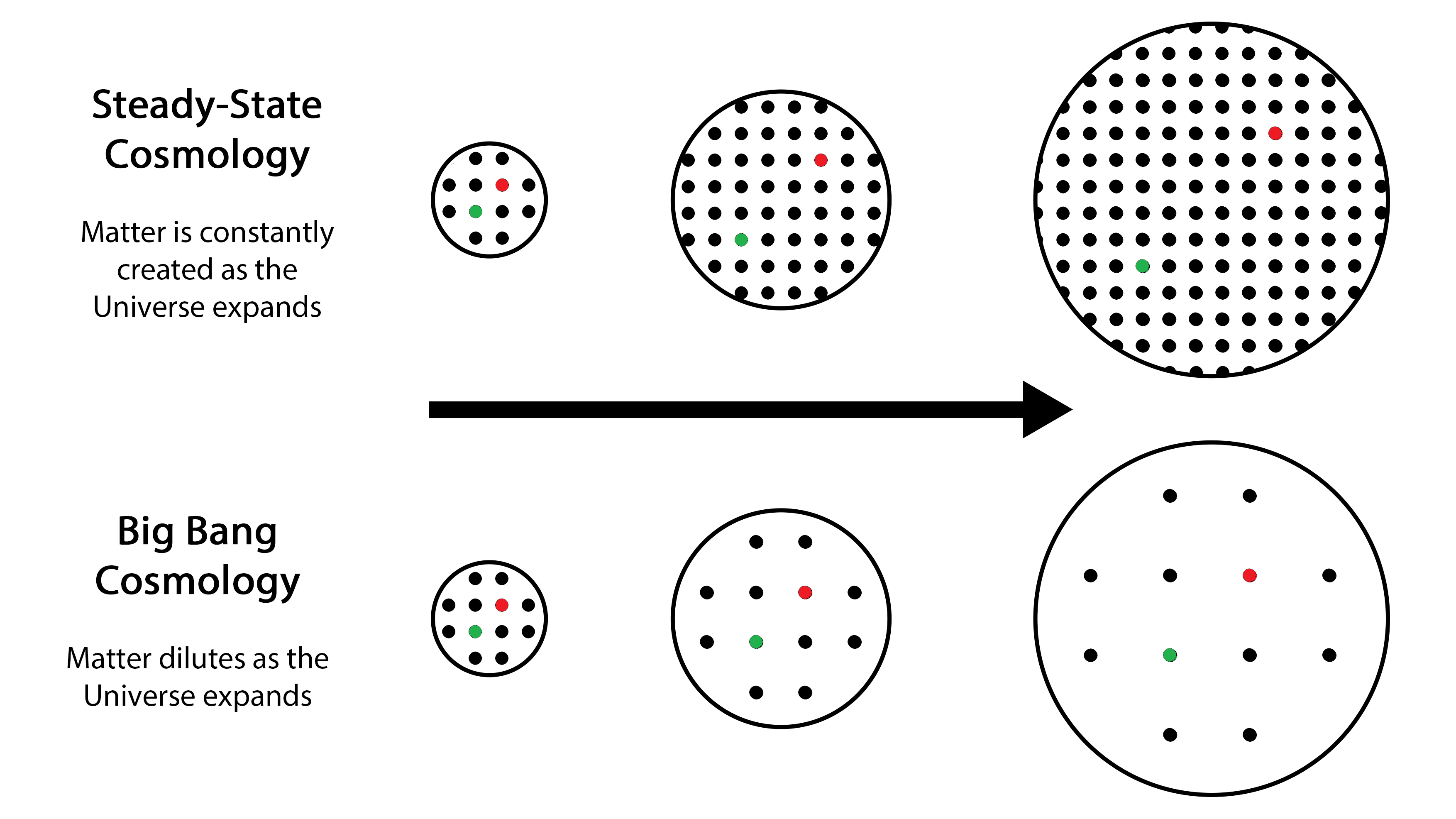
Differenze tra il Big Bang e lo stato stazionario

Dopo la seconda guerra mondiale emersero due differenti teorie cosmologiche:
- La prima era la teoria dello stato stazionario di Fred Hoyle, in base alla quale nuova materia doveva essere creata per compensare l'espansione. In questo modello l'universo è approssimativamente lo stesso in ogni istante di tempo.[17]

- L'altra è la teoria del Big Bang di Georges Lemaître, supportata e sviluppata da George Gamow che nel 1948 assieme a Ralph Alpher introdusse il concetto di nucleosintesi primordiale.[18]  Questa pubblicazione segnò l'inizio della cosmologia del Big Bang come scienza quantitativa. Sempre Alpher, con Robert Herman, ipotizzò nello stesso anno l'esistenza di una radiazione cosmica di fondo.[19]

Il termine "Big Bang" fu coniato proprio da Fred Hoyle durante una trasmissione radiofonica della BBC Radio del marzo 1949 in senso dispregiativo, riferendosi ad esso come "questa idea del grosso botto". Successivamente Hoyle diede un valido contributo al tentativo di comprendere il percorso nucleare di formazione degli elementi più pesanti a partire da quelli più leggeri.
Inizialmente la comunità scientifica si divise tra queste due teorie; in seguito, grazie al maggior numero di prove sperimentali, fu la seconda teoria ad essere più accettata. La scoperta e la conferma dell'esistenza della radiazione cosmica di fondo a microonde nel 1964 indicarono chiaramente il Big Bang come la migliore teoria sull'origine e sull'evoluzione dell'universo. Le conoscenze in ambito cosmologico includono la comprensione di come le galassie si siano formate nel contesto del Big Bang, la comprensione della fisica dell'universo negli istanti immediatamente successivi alla sua creazione e la conciliazione delle osservazioni con la teoria di base.
Importanti passi avanti nella teoria del Big Bang sono stati fatti dalla fine degli anni novanta a seguito di importanti progressi nella tecnologia dei telescopi, nonché dall'analisi di un gran numero di dati provenienti da satelliti come COBE, il telescopio spaziale Hubble e il WMAP. Questo ha fornito ai cosmologi misure abbastanza precise di molti dei parametri riguardanti il modello del Big Bang e ha permesso anzi di intuire che si sta avendo un'accelerazione dell'espansione dell'universo. Dopo il tramonto della teoria dello stato stazionario quasi nessun scienziato nega il Big Bang come espansione dell'universo, anche se molti ne forniscono interpretazioni diverse (vedi Formulazioni avanzate della teoria). Gli unici scienziati sostenitori dello stato stazionario o dell'universo statico (parti della cosiddetta cosmologia non standard) negli anni 2000 rimasero il solo Hoyle, J. V. Narlikar, Halton Arp, Geoffrey e Margaret Burbidge, e pochi altri.

## Visione d'insieme

### Cronologia del Big Bang
L'estrapolazione dell'espansione dell'universo a ritroso nel tempo, utilizzando la relatività generale, conduce a valori di densità e temperatura tendenti all'infinito, condizione che prende il nome di singolarità e che si sarebbe mantenuta per un tempo infinitesimo; l'estrapolazione può arrivare fino al tempo di Planck, che è il più piccolo intervallo di tempo misurabile con le attuali leggi fisiche, oltre il quale la relatività generale perde validità. La fase iniziale calda e densa denominata Big Bang è considerata la nascita dell'universo. In base alle misure dell'espansione riferite alle supernovae di tipo Ia, alle misure delle fluttuazioni di temperatura nella radiazione cosmica di fondo, alle misure della funzione di correlazione delle galassie e agli ultimi e più attendibili dati forniti dal telescopio-sonda spaziale Planck Surveyor dell'Agenzia Spaziale Europea, l'universo ha un'età calcolata di 13,798 ± 0,037 miliardi di anni. Il risultato di queste quattro misurazioni indipendenti è in accordo con il cosiddetto modello ΛCDM.
Sulle primissime fasi del Big Bang esistono molte speculazioni. Nei modelli più comuni l'universo inizialmente era omogeneo, isotropo, con una densità energetica estremamente elevata, temperature e pressioni altissime e si stava espandendo e raffreddando molto rapidamente. All'incirca 10−37 secondi dopo l'istante iniziale, una transizione di fase causò un'inflazione cosmica, durante la quale l'universo aumentò le sue dimensioni esponenzialmente. Quando il processo di inflazione si fermò il cosmo era formato da un plasma di quark e gluoni, oltre che da tutte le altre particelle elementari. Le temperature erano così alte che il moto casuale delle particelle avveniva a velocità relativistiche e coppie particella-antiparticella di ogni tipo erano continuamente create e distrutte nelle collisioni. Ad un certo istante una reazione sconosciuta, chiamata bariogenesi, violò la conservazione del numero barionico portando ad una leggera sovrabbondanza dell'ordine di 1 parte su 30 milioni dei quark e dei leptoni sugli antiquark e sugli antileptoni. Questo processo potrebbe spiegare il predominio della materia sull'antimateria nell'universo attuale.
L'universo continuò ad espandersi e la sua temperatura continuò a diminuire, quindi l'energia tipica di ogni particella andò diminuendo. La rottura della simmetria della transizione di fase portò le quattro interazioni fondamentali della fisica e i parametri delle particelle elementari nella loro forma attuale. All'incirca dopo 10−11 secondi il quadro d'insieme diventa meno speculativo, visto che le energie delle particelle diminuiscono fino a valori raggiungibili negli esperimenti di fisica delle particelle. Arrivati a 10−6 secondi quark e gluoni si combinarono per formare barioni, come protoni e neutroni. La piccola differenza presente nel numero di quark e antiquark portò ad una sovrabbondanza dei barioni sugli antibarioni. La temperatura non era più sufficientemente alta per formare nuove coppie protoni-antiprotoni e nuove coppie di neutroni-antineutroni, perciò seguì immediatamente un'annichilazione di massa che lasciò soltanto uno ogni 1010 dei protoni e neutroni originali e nessuna delle loro antiparticelle. Un processo simile avvenne al tempo di un secondo per gli elettroni e i positroni. Dopo questi due tipi di annichilazione i protoni, i neutroni e gli elettroni rimanenti non stavano più viaggiando a velocità relativistiche e la densità di energia del cosmo era dominata dai fotoni con un contributo minore dovuto ai neutrini.
Qualche minuto dopo l'istante iniziale, quando la temperatura era all'incirca 109 kelvin (un miliardo di kelvin) e la densità paragonabile a quella dell'aria, i neutroni si combinarono con i protoni, formando i primi nuclei di deuterio e di elio in un processo chiamato nucleosintesi primordiale. La maggior parte dei protoni non si combinò e rimase sotto forma di nuclei di idrogeno. Quando l'universo si raffreddò il contributo della densità energetica della massa a riposo della materia arrivò a dominare gravitazionalmente il contributo della densità di energia associata alla radiazione del fotone. Dopo circa 379 000 anni gli elettroni e i vari nuclei si combinarono formando gli atomi, soprattutto idrogeno, e a partire da questo istante la radiazione si disaccoppiò dalla materia e continuò a vagare libera nello spazio. Questa radiazione fossile, che ancora oggi è visibile, è conosciuta come radiazione cosmica di fondo.

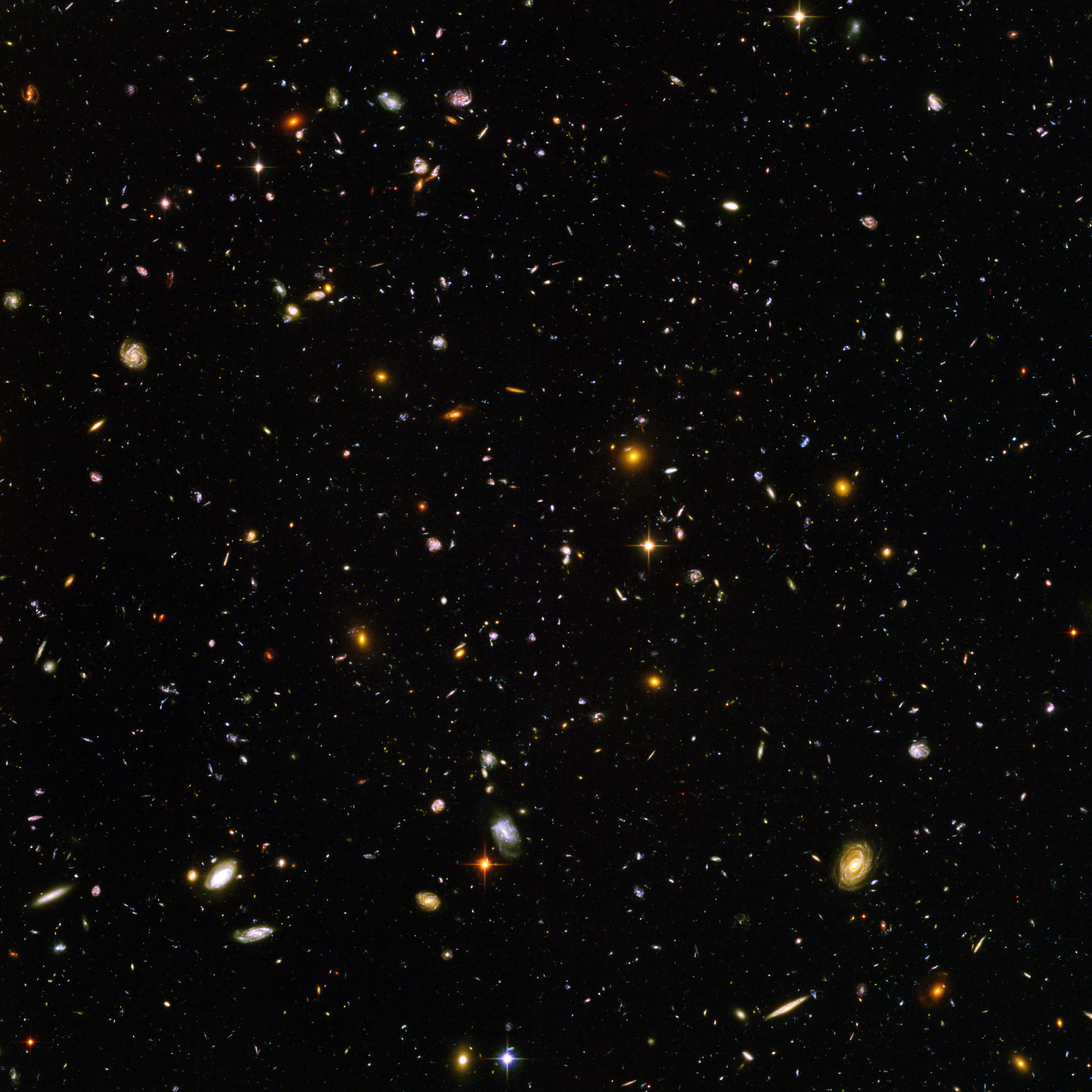
La camera a campo ultra profondo di Hubble mostra galassie di un'epoca antica, nella quale l'universo era più giovane, più denso e più caldo in base alla teoria del Big Bang.

Da quel momento in poi le regioni leggermente più dense rispetto alla distribuzione uniforme di materia continuarono ad attrarre gravitazionalmente la materia circostante e crebbero, aumentando la loro densità, formando nubi di gas, stelle, galassie e le altre strutture astronomiche osservabili oggi. La stella più antica individuata dagli astronomi si formò circa 400 milioni di anni dopo il Big Bang. I dettagli di questo processo dipendono dalla quantità e dal tipo di materia presente nell'universo. I tre possibili tipi di materia conosciuti sono la materia oscura fredda, la materia oscura calda e la materia barionica. La miglior misura disponibile (fornita da WMAP) mostra che la forma di materia dominante nel cosmo è la materia oscura fredda. Gli altri due tipi formano insieme meno del 18% dell'intera materia dell'universo.
Dallo studio di alcune prove osservative come le supernovae di tipo Ia e la radiazione cosmica di fondo gli astrofisici ritengono che attualmente l'universo sia dominato da una misteriosa forma di energia, conosciuta come energia oscura, che apparentemente permea tutto lo spazio. Le osservazioni suggeriscono che circa il 68% di tutta la densità d'energia dell'universo attuale sia sotto questa forma. Quando il cosmo era più giovane era permeato in ugual modo dall'energia oscura, ma la forza di gravità aveva il sopravvento e rallentava l'espansione in quanto era presente meno spazio e i vari oggetti astronomici erano più vicini tra loro. Dopo alcuni miliardi di anni la crescente abbondanza dell'energia oscura causò un'accelerazione dell'espansione dell'universo. L'energia oscura, nella sua forma più semplice, prende la forma della costante cosmologica nelle equazioni di campo di Einstein della relatività generale, ma la sua composizione e il suo meccanismo sono sconosciuti e, più in generale, i particolari della sua equazione di stato e le relazioni con il Modello standard della fisica delle particelle continuano ad essere studiati sia tramite osservazioni, sia dal punto di vista teorico.
Tutta l'evoluzione cosmica successiva all'epoca inflazionaria può essere descritta rigorosamente dal modello ΛCDM, il quale utilizza le strutture indipendenti della meccanica quantistica e della relatività generale. Come descritto in precedenza, non esiste ancora un modello ben supportato che descriva i fenomeni precedenti a 10−15 secondi. Per poter risalire a tali periodi di tempo è necessaria una nuova teoria unificata, definita gravità quantistica. La comprensione dei primissimi istanti della storia dell'universo è attualmente uno dei più grandi problemi irrisolti della fisica.

### Ipotesi fondamentali
La teoria del Big Bang si basa su due ipotesi fondamentali: l'universalità delle leggi della fisica e il principio cosmologico che afferma che su larga scala l'universo è omogeneo e isotropo. Queste idee erano inizialmente considerate dei postulati, ma attualmente si sta provando a verificare ciascuna delle due. Per esempio la prima ipotesi è stata verificata da osservazioni che mostrano che la più ampia discrepanza possibile del valore della costante di struttura fine nel corso della storia dell'universo è nell'ordine di 10−5. Inoltre la relatività generale ha superato test severi sulla scala del sistema solare e delle stelle binarie, mentre estrapolazioni su scale cosmologiche sono state convalidate da successi empirici di vari aspetti della teoria del Big Bang.
Se il cosmo su larga scala appare isotropo dal punto di osservazione della Terra, il principio cosmologico può essere ricavato dal più semplice principio copernicano che afferma che non è presente alcun osservatore privilegiato nell'universo. A questo rispetto il principio cosmologico è stato confermato con un'incertezza di 10−5 attraverso le osservazioni della radiazione cosmica di fondo. L'universo è risultato essere omogeneo su larga scala entro un ordine di grandezza del 10%.

### Metrica FLRW
La relatività generale descrive lo spaziotempo attraverso una metrica che determina le distanze che separano i punti vicini. Gli stessi punti, che possono essere galassie, stelle o altri oggetti, sono specificati usando una carta o "griglia" che è posizionata al di sopra dello spaziotempo. Il principio cosmologico implica che la metrica dovrebbe essere omogenea e isotropa su larga scala, il che individua univocamente la metrica di Friedmann-Lemaître-Robertson-Walker (metrica FLRW). Questa metrica contiene un fattore di scala che descrive come la dimensione dell'universo cambia con il tempo. Questo consente di definire un opportuno sistema di coordinate, chiamate coordinate comoventi. Adottando questo sistema di coordinate la griglia si espande assieme all'universo e gli oggetti che si stanno muovendo solo a causa dell'espansione dell'universo rimangono in punti fissi della griglia. Mentre le loro coordinate comoventi rimangono costanti, le distanze fisiche tra due punti comoventi si espandono proporzionalmente al fattore di scala dell'universo.
Il Big Bang non è stata un'esplosione di materia che si muove verso l'esterno per riempire un universo vuoto. È invece lo spazio stesso che si espande con il tempo dappertutto e aumenta la distanza fisica tra due punti comoventi. Poiché la metrica FLRW assume una distribuzione uniforme della massa e dell'energia, è applicabile al nostro universo solo su larga scala, in quanto le concentrazioni locali di materia, come la nostra galassia, sono legate gravitazionalmente e come tali non possono risentire dell'espansione su larga scala dello spazio.

### Orizzonti
Un'importante caratteristica dello spaziotempo del Big Bang è la presenza di un orizzonte cosmologico. Poiché l'universo ha un'età finita e la luce viaggia ad una velocità finita, possono esservi degli eventi accaduti nel passato la cui luce non ha avuto sufficiente tempo per raggiungere la Terra. Ciò comporta un limite o un orizzonte nel passato sugli eventi più distanti che possono essere osservati. Al contrario, poiché lo spazio si sta espandendo e gli oggetti più distanti si stanno allontanando sempre più velocemente, la luce emessa oggi da un punto sulla Terra potrebbe non essere mai ricevuta dagli oggetti più lontani. Questo definisce un orizzonte nel futuro, che limita gli eventi futuri che possiamo influenzare. La presenza di entrambi i tipi di orizzonte dipende dai dettagli del modello FLRW che descrive il nostro universo. La nostra comprensione dell'universo nei suoi primissimi istanti suggerisce che c'è un orizzonte nel passato, anche se in pratica la nostra visione è limitata anche a causa dell'"opacità" dell'universo nei primi istanti. Perciò la nostra visione non può estendersi nel passato più indietro di circa 380.000 anni dopo il Big Bang, benché l'orizzonte passato si sposti gradualmente verso punti sempre più remoti nello spazio. Se l'espansione dell'universo continua ad accelerare, ci sarà anche un orizzonte del futuro.

## Prove osservative
Le prove osservative principali e più dirette della teoria del Big Bang sono:
- l'espansione secondo la legge di Hubble, che si può osservare nel redshift delle galassie;
- le misure dettagliate della radiazione cosmica di fondo;
- l'abbondanza degli elementi leggeri.[3]

Questi sono talvolta chiamati i tre pilastri della teoria del Big Bang. Altri tipi di prove supportano il quadro d'insieme, come ad esempio molte proprietà della struttura a grande scala dell'universo, che sono previste a causa della crescita gravitazionale della struttura nella teoria standard del Big Bang.

### La legge di Hubble e l'espansione dello spazio

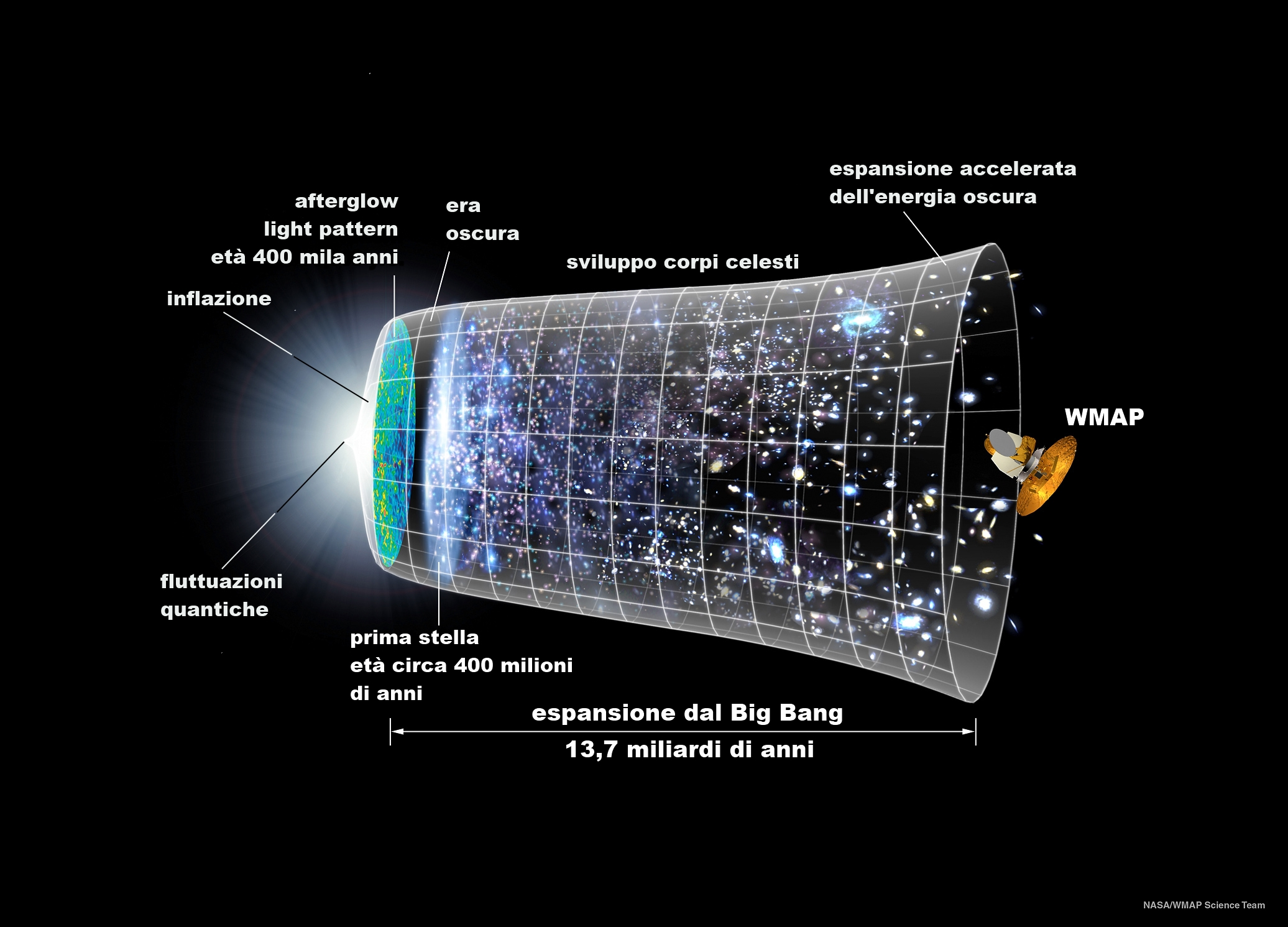
Una rappresentazione grafica dell'espansione dell'universo, in cui due dimensioni spaziali non sono rappresentate. Le sezioni circolari della figura rappresentano le configurazioni spaziali in ogni istante del tempo cosmologico. La variazione di curvatura rappresenta l'accelerazione dell'espansione, iniziata a metà dell'espansione e tuttora in corso. L'epoca inflazionaria è contraddistinta dalla rapidissima espansione della dimensione spaziale sulla sinistra. La rappresentazione della radiazione cosmica di fondo come una superficie, e non come un cerchio, è un aspetto grafico privo di significato fisico. Analogamente in questo diagramma le stelle dovrebbero essere rappresentate come linee e non come punti.

Le osservazioni delle galassie e dei quasar mostrano che questi oggetti presentano il fenomeno del redshift, vale a dire che la loro luce emessa è spostata verso lunghezze d'onda maggiori. Questo fenomeno può essere osservato prendendo in esame lo spettro delle frequenze di un oggetto e confrontandolo con il modello spettroscopico delle linee di emissione o delle linee di assorbimento, che corrisponde agli atomi degli elementi chimici che interagiscono con la luce. Questi redshift sono omogenei, isotropi e distribuiti uniformemente tra gli oggetti osservati in tutte le direzioni. Per alcune galassie è possibile calcolare la loro distanza dalla Terra attraverso la scala delle distanze cosmiche. Quando le velocità di allontanamento vengono confrontate con queste distanze, viene riscontrata una relazione lineare, nota come legge di Hubble:
{\displaystyle v=H_{0}D}
dove:
- v è la velocità di allontanamento di una galassia (o di un qualsiasi oggetto lontano dalla Terra)
- D è la distanza propria comovente dell'oggetto
- H0 è la costante di Hubble, che risulta essere 70,1±1,3 km s−1 Mpc−2 (dai rilevamenti del satellite WMAP).[29]

La legge di Hubble ha due possibili spiegazioni: o la Terra è al centro di una espansione delle galassie, che è insostenibile per via del principio copernicano, o l'universo si sta espandendo uniformemente dappertutto. Questa espansione era prevista dalla relatività generale nella formulazione di Alexander Friedman del 1922 e di Georges Lemaître del 1927, molto prima che Hubble facesse le sue analisi e osservazioni nel 1929, e rimane il fondamento della teoria del Big Bang così come è stata sviluppata da Friedmann, Lemaître, Robertson e Walker.
La teoria richiede che la relazione {\displaystyle v=HD} sia mantenuta in ogni arco di tempo, dove D è la distanza propria, {\displaystyle v=dD/dt}. Le quantità v, H e D variano mentre l'universo si espande (perciò si indica con {\displaystyle H_{0}} la costante di Hubble nella nostra epoca astronomica). Per distanze molto inferiori alla grandezza dell'universo osservabile, il redshift dovuto alla legge di Hubble può essere interpretato come un effetto Doppler, e quindi può essere calcolata la velocità di allontanamento {\displaystyle v}. Tuttavia, il redshift non è un vero e proprio effetto Doppler, bensì il risultato dell'espansione dell'universo tra l'attimo in cui un fascio di luce è stato emesso e il momento in cui è stato ricevuto.
Che lo spazio sia in una fase di espansione metrica è evidenziato dalle prove di osservazione diretta del principio cosmologico e del principio di Copernico, che insieme alla legge di Hubble non hanno altra spiegazione. I redshift astronomici sono estremamente isotropi e omogenei, confermando il principio cosmologico, il quale afferma che l'universo appare uguale in tutte le direzioni. Se gli spostamenti verso il rosso fossero il risultato di un'esplosione da un punto distante da noi, questi non sarebbero così simili lungo le diverse direzioni.
Le misure degli effetti della radiazione cosmica di fondo nelle dinamiche dei sistemi astrofisici distanti effettuate nel 2000 hanno confermato il principio di Copernico, cioè che la Terra non è in una posizione centrale su scala cosmica. La radiazione proveniente dal Big Bang era sicuramente più calda nelle prime epoche in tutto l'universo. Il raffreddamento uniforme della radiazione cosmica di fondo attraverso miliardi di anni è spiegabile solo se l'universo sta subendo un'espansione metrica ed esclude la possibilità che siamo nell'unico centro dell'esplosione.

### Radiazione cosmica di fondo

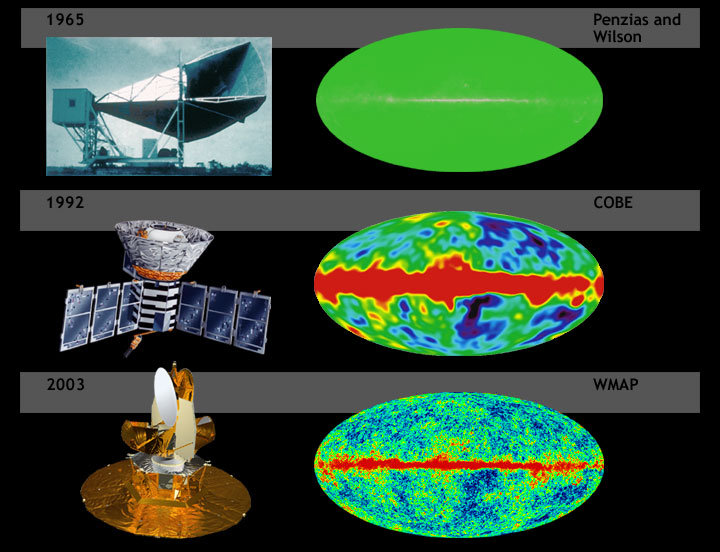
Evoluzione dello studio sulla radiazione cosmica di fondo; la fascia orizzontale al centro delle varie immagini è dovuta all'emissione della nostra galassia, che nelle osservazioni si somma alla radiazione di fondo.

Nei giorni successivi al Big Bang, l'universo era in una condizione di equilibrio termodinamico, con fotoni che erano continuamente emessi e assorbiti, dando alla radiazione una forma simile allo spettro di un corpo nero. Mentre si espandeva, l'universo si raffreddava fino a raggiungere una temperatura che non permetteva più la creazione e la distruzione dei fotoni. La temperatura era però ancora sufficientemente alta da non consentire che gli elettroni si legassero con i nuclei per formare atomi e i fotoni erano costantemente riflessi da questi elettroni liberi attraverso un processo chiamato scattering Thomson. A causa di questo ripetuto scattering, l'universo era inizialmente "opaco".
Quando la temperatura scese a qualche migliaio di kelvin, gli elettroni liberi e i nuclei cominciarono a combinarsi tra loro per formare gli atomi, un processo conosciuto come ricombinazione. Poiché la diffusione dei fotoni è meno frequente da atomi neutri, la radiazione si disaccoppiò dalla materia quando tutti gli elettroni si ricombinarono (all'incirca 379 000 anni dopo il Big Bang). Questi fotoni formano la radiazione cosmica di fondo, che è possibile rilevare oggi e il modello osservato delle fluttuazioni di tale radiazione fornisce un'immagine del nostro universo in quell'epoca iniziale. L'energia dei fotoni fu successivamente spostata verso il rosso dall'espansione dell'universo, il che conservò lo spettro di corpo nero, ma causò l'abbassamento della sua temperatura, spostando i fotoni nella regione delle microonde all'interno dello spettro elettromagnetico. Si ritiene che sia possibile osservare la radiazione in ogni punto dell'universo e che essa provenga da tutte le direzioni con (all'incirca) la stessa intensità.
Nel 1964 Arno Penzias e Robert Wilson scoprirono casualmente la radiazione cosmica di fondo, mentre conducevano osservazioni diagnostiche usando un nuovo ricevitore di microonde (di proprietà dei Bell Laboratories). La loro scoperta fornì la sostanziale conferma delle previsioni sulla radiazione (essa era isotropica e confrontabile con uno spettro di corpo nero con una temperatura di circa 3 K) e permise di avere una valida prova a favore dell'ipotesi del Big Bang. Penzias e Wilson ricevettero il premio Nobel per la fisica nel 1978 grazie a questa scoperta.
Nel 1989 la NASA lanciò il satellite Cosmic Background Explorer| (COBE) e le prime conclusioni, fornite nel 1990, erano consistenti con le previsioni della teoria del Big Bang per quanto riguarda la radiazione cosmica di fondo. COBE trovò una temperatura residua di 2,726 K e nel 1992 individuò per la prima volta le fluttuazioni (anisotropie) della radiazione, con un'incertezza di una parte su 105. John Mather e George Smoot ricevettero il premio Nobel nel 2006 per questo lavoro. Durante il decennio successivo, queste anisotropie furono studiate ulteriormente da un gran numero di esperimenti (sia a terra, sia attraverso palloni sonda). Nel 2000-2001 molti esperimenti (tra cui il più importante fu BOOMERanG), misurando la larghezza angolare tipica delle anisotropie, trovarono che l'universo ha una geometria quasi piatta.
All'inizio del 2003, furono pubblicati i primi risultati del satellite WMAP, ottenendo quelli che erano al tempo i più accurati valori di alcuni parametri cosmologici. Il satellite inoltre escluse numerosi modelli inflazionari, benché i risultati fossero in generale coerenti con la teoria dell'inflazione e confermò che un mare di neutrini cosmici permea l'universo, una prova evidente che le prime stelle impiegarono più di mezzo miliardo di anni per creare una nebbia cosmica. Un altro satellite simile a WMAP, il Planck Surveyor, che è stato lanciato il 14 maggio 2009, fornirà misure ancora più precise sull'anisotropia della radiazione di fondo. Sono previsti inoltre esperimenti a terrae con palloni sonda.
La radiazione di fondo è incredibilmente omogenea e questo presentò un problema nei modelli di espansione convenzionali, perché ciò avrebbe implicato che i fotoni provenienti da direzioni opposte siano venuti da regioni che non sono mai state in contatto le une con le altre. La spiegazione oggi prevalente per questo equilibrio su vasta scala è che l'universo abbia avuto un breve periodo con una espansione esponenziale, conosciuta come inflazione. Questo avrebbe avuto l'effetto di allontanare regioni che erano in equilibrio termodinamico, cosicché tutto l'universo osservabile proviene da una regione con lo stesso equilibrio.

### Abbondanza degli elementi primordiali

Le varie reazioni di nucleosintesi che hanno portato alla formazione degli elementi leggeri

A partire dal modello del Big Bang, è possibile calcolare la concentrazione di elio-4, elio-3, deuterio e litio-7 nell'universo in rapporto alla presenza totale di idrogeno ordinario. Tutte le loro abbondanze derivano da un singolo parametro, il rapporto tra fotoni e barioni, che può essere calcolato indipendentemente dalla struttura dettagliata delle fluttuazioni della radiazione di fondo. I rapporti delle masse previsti sono circa 0,25 per elio-4 rispetto a idrogeno, circa 10−3 per il deuterio rispetto all'idrogeno, circa 10−4 per elio-3 rispetto ad idrogeno e circa 10−9 per litio-7 rispetto all'idrogeno.
Le misure delle abbondanze primordiali di tutti e quattro gli isotopi elencati sopra sono in accordo con un unico valore del rapporto barione-fotone. Il valore per il deuterio è altamente coerente, vicino ma leggermente discrepante per elio-4 e discordante di un fattore 2 per litio-7; negli ultimi due casi la discordanza dei valori è causata da errori sistematici. La coerenza di questi dati con quelli previsti dalla teoria della nucleosintesi è una prova a favore della teoria del Big Bang. Finora è l'unica teoria conosciuta che riesca a spiegare l'abbondanza relativa degli elementi leggeri, in quanto è impossibile che il Big Bang possa aver prodotto più del 20–30% di elio. Infatti non vi è alcun motivo evidente al di fuori del Big Bang per cui il "giovane" universo (vale a dire prima della formazione delle stelle, secondo quanto stabilito dallo studio della materia presumibilmente libera dai prodotti della nucleosintesi stellare) dovesse avere più elio che deuterio o più deuterio di ³He.

### Evoluzione e distribuzione galattica

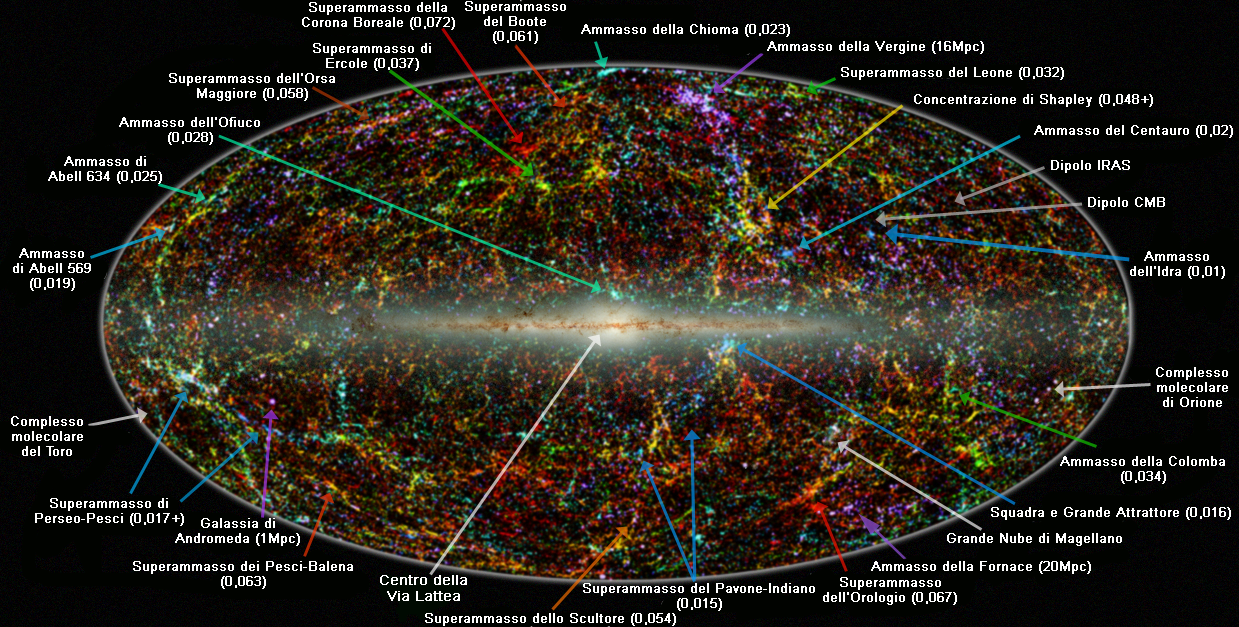
Una panoramica del cielo nell'infrarosso vicino rivela la distribuzione delle galassie oltre la Via Lattea. L'immagine deriva dal catalogo 2MASS, che comprende oltre 1,5 milioni di galassie, e dal Point Source Catalog (PSC), che comprende mezzo miliardo di stelle della Via Lattea. Le galassie sono colorate a seconda del loro spostamento verso il rosso (z): le blu sono le più vicine (z < 0,01), le verdi sono quelle ad una distanza media (0,01 < z < 0,04) e le rosse sono le più lontane (0,04 < z < 0,1).

Osservazioni dettagliate sulla morfologia e distribuzione delle galassie e dei quasar forniscono una prova convincente della teoria del Big Bang. La combinazione delle osservazioni e delle teorie suggerisce che i primi quasar e le prime galassie si formarono circa un miliardo di anni dopo il Big Bang e da allora si formarono le strutture più grandi, come gli ammassi e i superammassi galattici. Le popolazioni stellari si sono evolute nel tempo, perciò le galassie più distanti (che vengono osservate così come erano nel giovane universo) appaiono molto diverse dalle galassie a noi più vicine, in quanto queste ultime sono osservate in uno stato più recente.
Inoltre, le galassie che si sono formate in periodi relativamente recenti appaiono decisamente diverse rispetto a quelle che si formarono ad una distanza simile, ma subito dopo il Big Bang. Queste osservazioni sono portate come prove contro il modello dello stato stazionario. Le osservazioni della formazione stellare, della distribuzione di galassie e quasar e le strutture a larga scala sono in accordo con le previsioni del Big Bang (per quel che riguarda la formazione di queste strutture nell'universo) e stanno contribuendo a completare tutti i dettagli della teoria.

### Altri tipi di prove
Dopo alcune controversie, l'età dell'universo, come stimato dalla costante di Hubble e dalla radiazione di fondo, è consistente (vale a dire leggermente maggiore) con le età delle stelle più vecchie, misurate applicando la teoria dell'evoluzione stellare agli ammassi globulari e attraverso la datazione radiometrica di singole stelle di Popolazione II.
La previsione che la temperatura della radiazione di fondo fosse più alta in passato è stata confermata sperimentalmente dalle osservazioni delle linee di emissioni sensibili alla temperatura nelle nubi di gas con alto spostamento verso il rosso. Questa previsione implica inoltre che l'ampiezza dell'effetto Sunyaev-Zel'dovich negli ammassi di galassie non dipende direttamente dal loro spostamento verso il rosso: questo sembra essere abbastanza vero, ma l'ampiezza dipende da proprietà dell'ammasso, che cambiano sostanzialmente solo su un arco di tempo cosmico, perciò una verifica abbastanza precisa è impossibile da svolgere.

## Questioni aperte
(P. J. E. Peebles, 2001)
Pochi ricercatori nella comunità scientifica mettono in dubbio attualmente il fatto che sia avvenuto il Big Bang, sostenendo modelli cosmologici alternativi. Nel tempo sono stati sollevati molti problemi inerenti a questo modello e alla sua capacità di riprodurre le osservazioni cosmologiche, ma ormai sono perlopiù ricordati per il loro interesse storico, essendo stati risolti o attraverso modifiche alla teoria, o come risultato di osservazioni migliori. Altre questioni, come il problema della cuspide degli aloni galattici, la grande presenza di galassie nane e la natura della materia oscura fredda, non sono considerate irrisolvibili e si prevede possano trovare soluzione attraverso ulteriori perfezionamenti della teoria.
Le idee centrali nella teoria del Big Bang (vale a dire l'espansione, lo stato iniziale ad elevata temperatura, la formazione dell'elio, la formazione delle galassie) sono state confermate da parecchie osservazioni indipendenti tra loro, che includono l'abbondanza degli elementi leggeri, la radiazione cosmica di fondo, la struttura a grande scala dell'universo e le supernovae di tipo Ia, e perciò non possono più essere messe in dubbio come caratteristiche importanti e reali del nostro universo.
Gli attuali accurati modelli del Big Bang ricorrono a vari fenomeni fisici "esotici", che non sono stati ancora osservati negli esperimenti effettuati nei laboratori terrestri o non sono stati incorporati nel Modello standard della fisica delle particelle. Fra questi fenomeni l'esistenza dell'energia oscura e della materia oscura sono considerate le ipotesi più solide, mentre l'inflazione cosmica e la bariogenesi sono teorie più speculative: esse forniscono spiegazioni soddisfacenti per importanti caratteristiche dell'universo nelle epoche più antiche, ma potrebbero essere sostituite da idee alternative senza compromettere il resto della teoria. Le spiegazioni di tali fenomeni sono ancora argomento dei settori più avanzati della ricerca fisica.

### Problema dell'orizzonte
Il problema dell'orizzonte nasce dalla premessa che non esiste alcuna interazione capace di trasmettere informazione a velocità superiore a quella della luce. In un universo con un'età finita, ciò comporta un limite, detto orizzonte di particella, sulla massima distanza tra due qualsiasi regioni di spazio che sono in rapporto causale tra loro. L'isotropia osservata nella radiazione cosmica di fondo è problematica al riguardo: se l'universo fosse stato dominato dalla radiazione o dalla materia per tutto l'arco di tempo che arriva fino all'istante dell'ultimo scattering, l'orizzonte di particella relativo a quell'istante dovrebbe corrispondere a due gradi nel cielo. Quindi non ci sarebbe alcun meccanismo che possa portare regioni più ampie di cielo ad avere la stessa temperatura.
Una soluzione a questa apparente incoerenza è fornita dalla teoria inflazionaria, nella quale un campo di energia scalare omogeneo e isotropo dominò l'universo in un periodo di tempo che precede la bariogenesi. Durante l'inflazione, l'universo subì un'espansione esponenziale e l'orizzonte delle particelle si espanse molto più rapidamente di quanto supposto in precedenza, perciò anche quelle regioni, che sono attualmente poste su lati opposti dell'universo osservabile, sono bene all'interno del reciproco orizzonte delle particelle. L'isotropia osservata nella radiazione di fondo deriva dal fatto che tutto l'universo osservabile era in rapporto causale prima dell'inizio dell'inflazione e perciò si era già portato in una condizione di equilibrio termico.
Il principio di indeterminazione di Heisenberg prevede che durante la fase inflazionaria ci siano state fluttuazioni termiche quantistiche, che si sarebbero ingrandite su scala cosmica. Queste fluttuazioni sono i fondamenti di tutti gli attuali modelli sulla struttura dell'universo. L'inflazione prevede che le fluttuazioni primordiali siano all'incirca invarianti di scala e gaussiane; ciò è stato accuratamente confermato dalle misure della radiazione di fondo.
Se il processo inflazionario ha davvero avuto luogo, l'espansione esponenziale deve aver spinto ampie regioni dello spazio ben oltre il nostro orizzonte osservabile.

### La singolarità iniziale e le formulazioni avanzate della teoria
Una singolarità gravitazionale è un punto dello spaziotempo in cui l'energia del campo gravitazionale tende a un valore infinito, così come la densità e la curvatura. I teoremi di Penrose-Hawking dimostrano l'esistenza di una singolarità all'inizio del tempo cosmico, tuttavia assumono la validità della relatività generale benché essa non sia applicabile prima del tempo in cui l'universo raggiunse la temperatura di Planck. Una teoria di gravità quantistica potrebbe portare a soluzioni prive di singolarità.
Alcuni dei problemi posti dalla singolarità:
- la causa dell'espansione iniziale e della nascita dell'universo dal "nulla"
- la possibilità dell'esistenza di uno spaziotempo precedente
- l'inconciliabilità in condizioni così estreme della relatività generale con la meccanica quantistica
- una possibile violazione della legge di conservazione dell'energia

Alcune teorie (prive di verifiche) che tentano una soluzione nell'ambito della cosmologia quantistica, rendendo non più necessaria la singolarità iniziale:
- modelli che includono uno stato originale senza inizio, come lo stato "senza frontiere" di Hartle-Hawking, nel quale l'intero spaziotempo è finito ma senza confini; ciò implica che il Big Bang costituisca un limite del tempo, ma senza la necessità di una singolarità iniziale[60][61]; anche la cosmologia dal potenziale quantistico elimina la singolarità affermando l'eternità dell'universo, come un fluido di gravitoni[62];
- modelli di mondo-brana della teoria delle stringhe[63], nei quali l'inflazione è dovuta al movimento delle "brane" (enti proposti nella teoria delle stringhe). I modelli di mondo-brana includono:
  - il modello pre-Big Bang (cosmologia di stringa);
  - il modello ekpirotico, nel quale il Big Bang è il risultato di una collisione tra brane e può essere ciclico;[64][65]
- il Big Bounce, una variante del modello ciclico classico, nel quale le collisioni avvengono periodicamente nell'ambito della gravità quantistica.[66]
- la nascita di universi a partire da un buco bianco (selezione naturale cosmologica).[67]
- alcune varianti del modello ciclico (cosmologia ciclica conforme, modello di Baum-Frampton), applicabili all'universo aperto anziché solo a quello chiuso.
- l'universo a energia totale nulla, nato dalla fluttuazione di uno spazio-tempo primordiale (schiuma quantistica) senza violare il principio di conservazione dell'energia[68][69][70][71][72].
- la teoria dell'inflazione caotica, nella quale eventi inflativi avvengono casualmente all'interno di una "schiuma quanto-gravitazionale" (falso vuoto), dando luogo a molteplici universi che si espandono come bolle a partire dal proprio Big Bang.[73][74]

Molte di queste ipotesi si basano sulle tre principali teorie proposte in cosmologia, non verificate sperimentalmente: l'inflazione, la teoria delle stringhe e la gravità quantistica a loop (queste ultime due teorie non prettamente cosmologiche); ognuna di esse ha un proprio modo di concepire il Big Bang. In alcune di queste ipotesi esso viene proposto come un evento in un universo più grande e più vecchio (o come un multiverso, risolvendo anche la questione del principio antropico) e non come l'inizio letterale di tutta la realtà.

### Problema dell'universo piatto

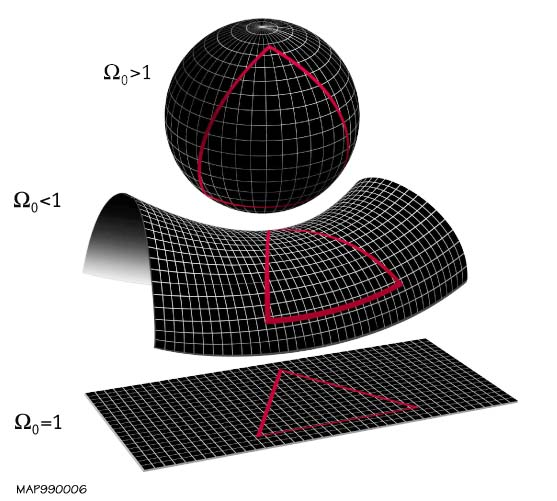
La geometria dell'universo è determinata da quanto il parametro cosmologico Omega è più o meno distante da 1. Dall'alto verso il basso: un universo chiuso con curvatura positiva, universo iperbolico con curvatura negativa e universo piatto con curvatura nulla.

Il problema dell'universo piatto (conosciuto anche come il problema dell'universo vecchio) è un problema osservativo, associato alla metrica di Friedmann - Lemaître - Robertson - Walker. L'universo può avere una curvatura spaziale positiva, negativa o nulla in funzione della sua densità totale di energia. Avrà curvatura negativa se la sua densità è inferiore alla densità critica, positiva se è maggiore e nulla se la densità coincide con quella critica (nel qual caso lo spazio viene definito piatto). Il problema è che ogni minima divergenza dalla densità critica aumenta con il tempo e ancora oggi l'universo rimane molto vicino all'essere piatto. Dato che una scala naturale dei tempi per l'inizio della deviazione dalla piattezza potrebbe essere il tempo di Planck, 10−43 secondi, il fatto che l'universo non abbia raggiunto né la morte termica né il Big Crunch dopo miliardi di anni, richiede una spiegazione. Per esempio, anche all'epoca relativamente "vecchia" di pochi minuti (il tempo della nucleosintesi), la densità dell'universo deve essersi trovata entro circa una parte su 1014 dal suo valore critico, altrimenti l'universo non esisterebbe così com'è oggi.
Dal punto di vista matematico, il problema della piattezza scaturisce dall'equazione di Fridman, scritta nella forma con {\displaystyle \Lambda =0}
{\displaystyle {\left({\dfrac {\dot {R}}{R}}\right)}^{2}={\dfrac {8\pi G}{3c^{2}}}\rho -{\dfrac {kc^{2}}{R^{2}}}}
Assumendo che l'Universo sia piatto, e che quindi {\displaystyle k=0}, e ricordando che la costante di Hubble è data da {\displaystyle H={\dfrac {\dot {R}}{R}}}, la densità critica dell'Universo è 
{\displaystyle \rho _{c}={\dfrac {3H^{2}c^{2}}{8\pi G}}}
Introducendo questo risultato nell'equazione di Fridman, si ha 
{\displaystyle H^{2}={\dfrac {H^{2}}{\rho _{c}}}\rho -{\dfrac {kc^{2}}{R^{2}}}}
e definendo il parametro di densità {\displaystyle \Omega } come 
{\displaystyle \Omega ={\dfrac {\rho }{\rho _{c}}}}
si ottiene la seguente equazione 
{\displaystyle \Omega (t)-1={\dfrac {kc^{2}}{H^{2}R^{2}}}}
che indica come varia la geometria dell'universo in funzione della sua densità. Infatti in base al fatto che la densità dell'universo sia uguale, maggiore e minore di quella critica, il parametro di curvatura {\displaystyle k} assume i seguenti valori 
{\displaystyle {\begin{cases}k=0&{\mbox{se}}&\Omega =1\\\\k>0&{\mbox{se}}&\Omega >1\\\\k<0&{\mbox{se}}&\Omega <1\end{cases}}}
A questo punto è necessario scrivere l'equazione di Fridman per un Universo dominato da materia e radiazione. In questo caso l'equazione ha la forma 
{\displaystyle {\dfrac {H^{2}}{H_{0}^{2}}}={\dfrac {\Omega _{m_{0}}R+\Omega _{r_{0}}}{R^{4}}}}
dove {\displaystyle H_{0}} è la costante di Hubble valutata al tempo {\displaystyle t_{0}}, mentre {\displaystyle \Omega _{m_{0}}} e {\displaystyle \Omega _{r_{0}}} sono, rispettivamente, la densità della materia e della radiazione valutate anch'esse al tempo {\displaystyle t_{0}}. L'equazione per {\displaystyle \Omega (t)} valutata al tempo {\displaystyle t_{0}} diventa 
{\displaystyle \Omega _{0}-1={\dfrac {kc^{2}}{H_{0}^{2}}}}
dove il fattore di scala {\displaystyle R^{2}} vale {\displaystyle 1}. Riscriviamo tale equazione nella seguente forma 
{\displaystyle H_{0}^{2}\left(\Omega _{0}-1\right)=kc^{2}}
e sostituendola nell'equazione di partenza, si ottiene 
{\displaystyle \Omega (t)-1={\dfrac {H_{0}^{2}\left(\Omega _{0}-1\right)}{H^{2}R^{2}}}}
Facendo uso dell'equazione di Fridman valida per un Universo con materia e radiazione, l'espressione precedente diventa 
{\displaystyle \Omega (t)-1={\dfrac {\left(\Omega _{0}-1\right)R^{2}}{\Omega _{m_{0}}R+\Omega _{r_{0}}}}}
Questa equazione ci dice come varia la curvatura in funzione del fattore di scala {\displaystyle R}. La condizione di equivalenza tra materia e radiazione è la seguente 
{\displaystyle R\Omega _{m_{0}}=\Omega _{r_{0}}}
e ci consente di studiare la curvatura nelle diverse epoche. Consideriamo dapprima un Universo dominato dalla materia, in tal caso si ha {\displaystyle R\Omega _{m_{0}}\gg \Omega _{r_{0}}}, quindi dall'equazione precedente, e ricordando che {\displaystyle R\propto t^{2/3}}, si ha 
{\displaystyle {\left.\Omega (t)-1\right|}_{\mathrm {Mat} }\propto t^{2/3}}
Considerando invece un universo dominato dalla radiazione, si ha {\displaystyle \Omega _{r_{0}}\gg R\Omega _{m_{0}}} e {\displaystyle R\propto t^{1/2}}, quindi la curvatura segue un andamento del tipo 
{\displaystyle {\left.\Omega (t)-1\right|}_{\mathrm {Rad} }\propto t}
Ciò significa che sia nell'epoca della materia che nell'epoca della radiazione la curvatura cresce con il tempo. Dato che la curvatura attuale è dell'ordine di 
{\displaystyle \left|\Omega _{0}-1\right|\lesssim 0,2}
Le equazioni precedenti indicano che in passato l'universo doveva essere ancora più piatto. Infatti nell'epoca di equilibrio tra radiazione materia il parametro di scala vale 
{\displaystyle R_{\mathrm {RM} }={\dfrac {\Omega _{r_{0}}}{\Omega _{m_{0}}}}=2,8\cdot 10^{-4}}
e quindi la curvatura in tale epoca è dell'ordine di 
{\displaystyle {\left.\Omega (t)-1\right|}_{R_{\mathrm {RM} }}\simeq 10^{-4}}
Ciò è in netta contraddizione col fatto che l'universo in passato dovesse essere molto curvato. Sembra invece che più si torni indietro nel tempo più l'universo risulta piatto. Sempre in base alle formule precedenti infatti, l'universo doveva essere piatto entro 10−14 al tempo della nucleosintesi, al tempo di Planck entro 10−60 e così via. Il problema maggiore sorge quando si considera il fatto che se l'universo non avesse avuto una curvatura così ben calibrata, sarebbe collassato su se stesso o si sarebbe espanso in maniera estremamente rapida se la sua curvatura fosse stata differente anche solo di una minuscola frazione. Di conseguenza sarebbe stato molto più probabile osservare un universo estremamente curvato e quindi molto diverso dall'universo attuale, piuttosto che un universo estremamente piatto come sembrano indicare le osservazioni.
Una soluzione a questo problema è fornita dall'inflazione. Durante il periodo inflazionario, lo spaziotempo si espanse, fino al punto che la sua curvatura sarebbe stata resa piatta. Pertanto, si ritiene che l'inflazione portò l'universo ad uno stato spaziale sostanzialmente piatto, con all'incirca l'esatta densità critica.

### Monopolo magnetico
L'obiezione riguardante il monopolo magnetico fu sollevata alla fine degli anni settanta. Le teorie della grande unificazione prevedevano un difetto topologico nello spazio, che si sarebbe manifestato sotto forma di monopoli magnetici. Questi oggetti potrebbero essere prodotti in maniera efficiente nelle primissime fasi dell'universo (con temperature molto elevate), dando una densità più alta di quella che è consistente con le osservazioni, dato che durante le ricerche non sono mai stati osservati monopoli. Questo problema può essere anche risolto con l'inflazione cosmica, che rimuove tutti i difetti dall'universo osservabile nello stesso modo in cui essa porta la geometria dell'universo ad essere piatta.
Una soluzione al problema dell'orizzonte, della geometria piatta e del monopolo magnetico alternativa all'inflazione cosmica è data dall'ipotesi di curvatura di Weyl.

### Asimmetria barionica
Non si conosce ancora il motivo per cui nell'universo attuale sia presente solo materia e non antimateria. È generalmente accettato il fatto che l'universo, quando era giovane e caldo, era in equilibrio e conteneva un egual numero di barioni e antibarioni. Ciò nonostante, le osservazioni indicano che l'universo, incluse le sue regioni più distanti, è fatto quasi esclusivamente di materia. Un processo sconosciuto chiamato bariogenesi creò questa asimmetria. Affinché questo processo accadesse, dovevano essere soddisfatte le condizioni di Sakharov. Queste richiedono che il numero barionico non fosse conservato, che la simmetria C e la simmetria CP fossero violate e che l'universo avesse perso il suo equilibrio termodinamico. Tutte queste condizioni sono verificate nel Modello standard, ma gli effetti non sono abbastanza forti da spiegare l'attuale asimmetria.

### Problematiche sull'età dell'universo

#### Età degli ammassi globulari
Alla metà degli anni novanta, le osservazioni riguardanti gli ammassi globulari sembravano essere in contraddizione con il Big Bang. Le simulazioni al computer, che confrontavano le osservazioni delle varie popolazioni stellari dei vari ammassi, indicarono che essi avessero un'età di circa 15 miliardi di anni (che era in contrasto con l'età dell'universo, circa 13,7 miliardi di anni). Questo problema fu risolto alla fine degli anni novanta, quando nuove simulazioni al computer, che includevano gli effetti della massa persa a causa del vento stellare, indicarono un'età molto più giovane per gli ammassi globulari. Restano aperte alcune questioni, su come misurare accuratamente l'età di questi ammassi, ma si pensa che questi oggetti siano tra i più vecchi dell'intero universo. 

#### Stelle e galassie molto antiche
Una simile controversia sorse sulla contestata età della stella HD 140283, che risalirebbe a poche centinaia di migliaia di anni dopo la nascita dell'universo, più presto di qualunque altra. Le prime misurazioni facevano intendere che la stessa avesse più di 14 miliardi, ma anche con la successiva datazione si sarebbe formata troppo rapidamente, in un'età in cui tutte le altre stelle conosciute non erano ancora comparse.
Il 22 febbraio 2023 un gruppo di astronomi annuncia la scoperta da parte del telescopio spaziale James Webb di sei massicci oggetti cosmici, probabilmente galassie molto antiche, che si sono formate da 500 a 700 milioni di anni dopo il Big Bang, ossia troppo presto secondo il modello standard, per cui la formazione di galassie così massicce sarebbe più recente. Si pensa che le galassie abbiano una massa simile alla Via Lattea, ma siano 30 volte più dense; secondo il gruppo di ricerca questa scoperta mette in discussione le teorie cosmologiche sull'origine dell'universo, che per alcuni astrofisici andrebbe raddoppiata fino a 26,7 miliardi di anni perché si avvenuta la formazione di questo tipo di oggetti; le discordanze con le precedenti osservazioni dello spostamento verso il rosso effettuate ad esempio dal telescopio Hubble sono spiegate con una nuova ripresa del modello della luce stanca, scenario non standard per cui solo una parte del redshift è di natura cosmologica.
Lo stesso problema sull'età dell'universo si presenta con la scoperta da parte di Webb di tracce di carbonio nel primo miliardo di vita del cosmo, un'epoca in cui non poteva ancora esistere essendo effetto di nucleosintesi stellare, secondo il modello del Big Bang non ancora avvenuta in maniera sufficiente in quell'epoca cosmica. Il consenso scientifico maggioritario considera di non mettere in dubbio il modello Lambda-CDM e che queste galassie siano molto antiche ma compatibili col modello standard, al netto di problemi di calibrazione del telescopio.

### Interazioni tra galassie e quasar
Durante degli studi effettuati negli anni sessanta, l'astronomo Halton Arp individuò dei possibili collegamenti tra alcune galassie con dei quasar e si riteneva che entrambi questi oggetti, essendo vicini a causa di queste interazioni, avessero avuto un redshift simile per via della legge di Hubble. Al contrario di quanto atteso, si calcolò un'estrema diversità tra i valori dei due redshift, come nel caso della galassia NCG 4319, e questo dato sembrava mettere in crisi l'idea dell'espansione dell'universo, poiché due oggetti vicini devono avere un simile spostamento verso il rosso dovuto all'espansione del cosmo. Per risolvere questo problema, che avrebbe colpito le basi della teoria del Big Bang, si è ipotizzato che la differenza nei redshift sia dovuta al fatto che queste due galassie,  generalmente molto attive, abbiano "espulso" il quasar; a questo punto la differenza dei redshift non sarebbe da attribuire a cause cosmologiche, ma a caratteri locali del sistema considerato.

### Materia oscura

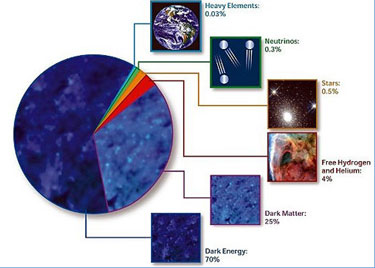
Un grafico a torta mostra le percentuali di composizione dei vari componenti della densità di energia dell'universo, in base al modello ΛCDM. All'incirca il 95% della densità di energia è costituita da forme esotiche, come la materia oscura e l'energia oscura.

Durante gli anni settanta e ottanta numerose osservazioni hanno mostrato che non c'è abbastanza materia visibile nell'universo per spiegare l'apparente forza di attrazione gravitazionale fra le galassie e al loro interno. Ciò ha portato l'idea che circa il 90% della materia dell'universo sia materia oscura, che non emette luce e non interagisce con la normale materia barionica. Inoltre, l'ipotesi che l'universo sia costituito principalmente da materia ordinaria porta a previsioni in forte contrasto con le osservazioni; in particolare l'universo oggi ha una struttura molto più a grumi e contiene molto meno deuterio di quanto sia possibile spiegare senza la presenza della materia oscura.
L'ipotesi della materia oscura viene suggerita da numerose osservazioni: le anisotropie della radiazione di fondo, la dispersione delle velocità degli ammassi di galassie, le distribuzioni della struttura a larga scala, gli studi sulle lenti gravitazionali e le misure degli ammassi di galassie attraverso i raggi X.
Le evidenze della materia oscura derivano dall'influenza gravitazionale sulla materia ordinaria, anche se nessuna sua particella è mai stata osservata in laboratorio. Sono state proposte molte particelle come appartenenti a questo tipo di materia e molti progetti per studiarle direttamente sono in corso.

### Energia oscura
Le misure sulla relazione tra il redshift e la magnitudine delle supernovae di tipo Ia hanno mostrato che l'espansione dell'universo sta accelerando da quando il cosmo aveva all'incirca metà della sua attuale età. Per spiegare questa accelerazione, la relatività generale richiede che la maggior parte dell'energia dell'universo sia costituita da una componente con un'alta pressione negativa, soprannominata "energia oscura". Questo tipo di energia viene suggerita da molti tipi di prove: le misure della radiazione di fondo indicano che l'universo è molto piatto dal punto di vista spaziale e quindi, in base alla relatività generale, esso deve avere quasi esattamente la densità critica del rapporto tra massa ed energia; invece la densità di massa del cosmo, che può essere misurata dai raggruppamenti gravitazionali, raggiunge solamente il 30% circa della densità critica. Poiché l'energia oscura non si raggruppa nel modo ordinario, quest'ultima è la migliore spiegazione per completare la parte mancante di densità di energia. L'energia oscura è inoltre richiesta da due misure geometriche della curvatura totale dell'universo: una utilizzando la frequenza delle lenti gravitazionali e l'altra utilizzando il modello caratteristico della struttura a larga scala del cosmo come un regolo.
La pressione negativa è una proprietà dell'energia del vuoto, ma l'esatta natura dell'energia oscura rimane uno dei grandi misteri del Big Bang. Alcuni possibili candidati per spiegare quale sia l'esatta forma di tale energia sono la costante cosmologica e la quintessenza. I risultati dal satellite WMAP (forniti nel 2008), che combinano i dati ricevuti dalla radiazione di fondo e da altre sorgenti, indicano che l'attuale universo è costituito dal 72% di energia oscura, dal 23% di materia oscura, dal 4,6% di materia ordinaria e da meno dell'1% di neutrini. La densità di energia dovuta alla materia diminuisce con l'espansione dell'universo, ma la densità dovuta all'energia oscura rimane all'incirca costante durante l'espansione cosmica. Pertanto la materia costituì una parte più importante della densità di energia nel passato rispetto ad oggi, ma il suo contributo continuerà a diminuire nel futuro, poiché l'energia oscura diventerà sempre più dominante.
Nel modello ΛCDM, l'attuale miglior modello del Big Bang, l'energia oscura viene spiegata tramite la presenza di una costante cosmologica, introdotta nella relatività generale; tuttavia la dimensione della costante, che spiega correttamente l'energia oscura, è più piccola di circa 120 ordini di grandezza rispetto alle stime basate sulla gravità quantistica. La distinzione tra la costante cosmologica e le altre forme per spiegare l'energia oscura è un'area molto attiva dell'attuale ricerca.

## Il futuro secondo la teoria del Big Bang
Prima delle osservazioni dell'energia oscura, i cosmologi ritenevano possibili solo tre scenari per il futuro dell'universo:
- Una prima ipotesi è quella che se la densità di massa fosse più grande della densità critica l'universo avrebbe raggiunto una dimensione massima e poi avrebbe cominciato a collassare. A quel punto sarebbe diventato nuovamente più denso e più caldo e avrebbe finito per tornare in una condizione simile a quella con cui iniziò. Questa ipotesi è nota come Big Crunch.[42]
- Una seconda ipotesi ritiene che se la densità nell'universo fosse uguale o inferiore alla densità critica l'espansione sarebbe continuata rallentando, ma senza mai fermarsi. La formazione stellare sarebbe terminata quando tutto il gas interstellare presente in ogni galassia fosse stato consumato; le stelle avrebbero terminato la loro esistenza lasciando il posto a nane bianche, stelle di neutroni e buchi neri. Molto lentamente nel tempo le collisioni tra questi oggetti avrebbero prodotto il collasso della massa all'interno di buchi neri sempre più grandi. La temperatura media dell'universo avrebbe raggiunto asintoticamente lo zero assoluto in quello che viene definito il Big Freeze. Inoltre, se i protoni fossero diventati instabili, allora la materia barionica sarebbe scomparsa, lasciando posto soltanto alla radiazione elettromagnetica e ai buchi neri. Infine i buchi neri avrebbero finito con l'evaporare a causa della radiazione di Hawking. L'entropia dell'universo sarebbe aumentata fino a raggiungere il punto in cui non sarebbe stato possibile nessuno scambio di qualsiasi forma di energia, uno scenario noto come morte termica dell'universo.
- Una terza ipotesi è il cosiddetto universo oscillante o ciclico.

Le moderne osservazioni riguardanti l'espansione accelerata hanno aggiunto nuovi possibili scenari, poiché implicano che una parte sempre maggiore dell'universo visibile passerà oltre l'orizzonte degli eventi e non potrà più essere in contatto con noi. Il risultato finale è per il momento sconosciuto. Il modello ΛCDM definisce l'energia oscura nella forma della costante cosmologica. Questa teoria suggerisce che solo i sistemi legati gravitazionalmente, come le galassie, si conserverebbero e sarebbero soggetti alla morte termica durante l'espansione e il raffreddamento del cosmo. Un'altra forma di energia oscura, conosciuta come energia fantasma, implica che gli ammassi di galassie, stelle, pianeti, atomi, nuclei e la stessa materia sarebbero distrutti dal continuo aumento della velocità di espansione, in un processo noto come Big Rip.
Attualmente le teorie più diffuse sono quelle legate al modello inflazionario di multiverso in continua espansione (maggioritario fra i cosmologi) e quelle del modello ciclico.

## Limiti della teoria
La principale critica alla teoria da parte dei fautori della teoria dello stato stazionario era che non rispettasse una regola inviolabile nel mondo naturale, la legge di Lavoisier (la quale tuttavia, come la relatività, pare perdere di validità a livello quantistico). In questo caso fu fondamentale stabilire che il Big Bang non creò nuova massa, ma espanse massa già esistente nel punto compresso della singolarità. Il modello cosmologico del Big Bang è stato sviluppato estrapolando le conoscenze fisiche attuali sino ad energie molto più grandi di quelle studiate sperimentalmente e a scale di distanza immense. La possibilità, quindi, di trovare conferme alla teoria del Big Bang è sottoposta a limiti teorici e osservativi. Il modello standard della fisica delle particelle dovrebbe essere valido sino a energie di circa 250 miliardi di elettronvolt, un livello corrispondente a circa 10−12 secondi dopo il Big Bang. Ogni affermazione relativa ad epoche antecedenti è fondata su teorie scientifiche non sufficientemente consolidate.
Anche l'osservazione diretta non può coprire le prime fasi del Big Bang. Infatti le onde elettromagnetiche non potevano essere trasmesse prima della formazione dell'idrogeno neutro, quando fu emessa la radiazione cosmica di fondo. L'osservazione dell'universo prima di tale evento potrebbe in linea di principio essere condotta rilevando le onde gravitazionali o i neutrini emessi, ma non esiste ancora alcuna tecnologia in grado di eseguire queste misure.
Quindi la teoria del Big Bang risulta fondata su teorie sicuramente affidabili e confermate da osservazioni solo per la descrizione dell'evoluzione dell'universo dalla nucleosintesi primordiale in poi. Particolarmente incerte sono le affermazioni sulla forma globale dell'universo e sulla sua evoluzione nel lontano futuro. Infatti l'osservazione è limitata dalla finitezza della velocità della luce che determina un orizzonte invalicabile. Ogni estrapolazione oltre tale orizzonte è fondata su assunzioni più o meno implicite sulle proprietà topologiche dello spaziotempo e sulla sua regolarità ed è perciò puramente ipotetica. Localmente l'universo sembra essere piatto (euclideo), ma è impossibile escludere la presenza di una piccola curvatura che determinerebbe una forma globale completamente diversa.
La scoperta dell'accelerazione dell'espansione dell'universo e la conseguente ipotesi dell'esistenza di una energia oscura ha creato ulteriori motivi di incertezza. Il modello di energia oscura adottato è utilizzato nella misura della curvatura dell'universo tramite le osservazioni della radiazione cosmica di fondo, benché i vincoli osservativi sull'energia oscura siano stati determinati nell'ipotesi che l'universo sia piatto.
Per cercare di rispondere almeno ad alcuni di questi interrogativi è in corso di sviluppo la cosmologia quantistica.

## Riflessioni filosofiche e teologiche
(Arno Penzias, 1979)

Il Big Bang è una teoria scientifica e come tale la sua validità, o il suo abbandono, dipende dal suo accordo con le osservazioni. Essendo una teoria che tratta dell'origine della realtà, spesso è stata spunto per riflessioni teologiche e filosofiche. Sino agli anni trenta quasi tutti i maggiori cosmologi ritenevano che l'universo fosse eterno e secondo molti ciò rendeva l'esistenza di un Dio creatore un'ipotesi superflua.
Con la proposta della teoria del Big Bang, di cui il principale autore era il sacerdote cattolico Georges Lemaître (assieme a Aleksandr Aleksandrovič Fridman e George Gamow), molti obiettarono che l'origine finita del tempo implicita nel Big Bang introduceva concetti teologici all'interno della fisica; questa obiezione fu più tardi ripetuta da Fred Hoyle e da altri sostenitori della teoria dello stato stazionario. Invece nel 1951, durante l'incontro annuale con la Pontificia accademia delle scienze, papa Pio XII si felicitò che sembrasse superato un ostacolo alla concordanza fra scienza e fede:
(Discorso di Pio XII alla Pontificia Accademia delle Scienze del 22 novembre 1951)

Il collaboratore che aveva preparato questo discorso di circostanza mescolò, sia pure in modo ipotetico, la teoria scientifica del Big Bang con il concetto teologico di "creazione dal nulla", intrecciando quindi fisica e metafisica, un concetto che Lemaitre aveva accuratamente evitato nel suo articolo, in cui la descrizione del Big Bang comincia con un "uovo cosmico" o "atomo primitivo" di dimensioni arbitrariamente piccole, ma sempre finite, e contenente già tutta la massa dell'universo. Data l'incertezza dei dati cosmologici allora disponibili per tarare i parametri delle equazioni del suo modello, Lemaitre sviluppò esplicitamente solo il caso limite in cui il Big Bang era infinitamente remoto nel tempo, in modo da non essere attaccato neppure per aver ipotizzato una durata finita dell'universo. La vaghezza del discorso papale, mai tradotto in lingua inglese, è all'origine della diceria molto diffusa nel mondo anglosassone che il papa intendesse strumentalizzare la nuova scoperta a fini apologetici; tale posizione fu principalmente espressa ad esempio da Fred Hoyle e Halton Arp (contrari al Big Bang) e più tardi da Stephen Hawking. Secondo Hawking: 
(Dal Big Bang ai buchi neri, XVI edizione, Rizzoli 1989, p.65)
 Hawking probabilmente ignorava la differenza fra una dichiarazione dogmatica e un discorso di circostanza e probabilmente conosceva solo per sentito dire il discorso papale, in cui ci si limita a rallegrarsi del fatto che alcuni moderni cosmologi "stimano l'idea della creazione dell'universo del tutto conciliabile con la loro concezione scientifica".
Ne Il grande disegno il fisico inglese assume la posizione positivista affermando che la fisica ha ormai preso il posto della metafisica, ma questo pensiero venne criticato anche da fisici e pensatori non credenti (come Roger Penrose e Umberto Eco).

Lo stesso Hawking puntualizzerà poi, quasi rispondendo a Penzias e alle "interpretazioni religiose": 
(Stephen Hawking)

Ribadì che il concetto di creazione dal nulla applicato alla cosmologia è solamente una convenzione scientifica, non un evento in senso metafisico: 
(ibidem)
Secondo questa interpretazione non ha senso porsi la domanda di cosa ci fosse prima del Big Bang; e a livello di filosofia della scienza, per dirla con le parole di Claude Lévi-Strauss "più che dare risposte sensate, una mente scientifica formula domande sensate".
La fisica può attualmente, comunque, risalire matematicamente all'indietro nel tempo solo fino al "tempo di Planck", pochi istanti dopo l'inizio dello spaziotempo, quando cioè le dimensioni dell'universo erano così piccole che le leggi fisiche conosciute perdono validità. Retrocedere oltre non è possibile se non per via ipotetica. La gravità classica inclusa nella relatività generale non descrive più quei momenti (altrimenti l'universo sarebbe collassato in un buco nero, né è possibile identificare attualmente il Big Bang come un buco bianco), e non esiste un modello di gravità quantistica verificato e accettato che spieghi energia oscura e repulsività delle particelle a livello infinitamente piccolo. Attualmente la fisica ha esplorato diversi modelli teorici per mostrare che l'ipotesi di una creazione dal nulla può essere evitata e sostituita con altre che non presuppongono un Dio creatore. Fra queste, le più note sono l'ipotesi del multiverso che ha l'inconveniente di dover ipotizzare l'esistenza di una molteplicità infinita di universi, quella di un universo ciclico e il modello di Hawking in cui l'universo è illimitato, ma privo di un istante iniziale a cui possa eventualmente essere associato l'intervento creatore (stato di Hartle-Hawking).
Lawrence Krauss nel suo testo L'universo dal nulla tenta di rispondere ad alcune domande ontologiche, come quella posta da Leibniz: 
(Lawrence M. Krauss)
Margherita Hack, sostenendo il modello del multiverso in inflazione eterna ha invece dichiarato l'impossibilità di trovare un significato ultimo anche di tipo scientifico nel suo saggio Il perché non lo so.
D'altro canto non mancano nemmeno attualmente scienziati credenti, come Antonino Zichichi, Michael G. Strauss e Frank Tipler che utilizzano la teoria del Big Bang o la perfezione delle leggi fisiche come supporto a forme di creazionismo (specialmente negli Stati Uniti), o al disegno intelligente e come integrazione della propria fede cristiana nella propria vita di uomini di scienza, vedendo nel Big Bang e in un ipotetico Big Crunch o Big Rip concetti affini all'escatologia cristiana. Gli stessi teologi cattolici però hanno spesso messo in guardia da un eccessivo sincretismo fisico-religioso attuato sia da credenti che da noncredenti, ad esempio confondendo la prova ontologica (come le Cinque Vie di Tommaso d'Aquino) con il Big Bang, o con l'uso ateologico del rasoio di Occam applicato all'universo (com'era d'uso dal materialismo settecentesco in poi), spesso reso tutt'uno col concetto filosofico di "mondo" (si vedano le teorie di Paul Henri Thiry d'Holbach); riferendosi a idee avanzate della teoria del Big Bang come lo stato di Hartle-Hawking, e implicitamente a Zichichi e agli scienziati credenti, padre Juan José Sanguineti (professore all'Ateneo Romano della Santa Croce) scrive che «l'idea di creazione divina non trova un posto nell'indagine fisica per motivi metodologici, innanzitutto perché non spetta alla fisica occuparsi degli interventi di Dio sul mondo, visto che il suo ambito di ricerca resta limitato alle cause sensibili e sperimentabili (...) le cosmologie quantistiche, anche se privano di valore gli argomenti teologici che si basavano troppo direttamente sulla teoria del Big Bang classico (il quale non sarebbe “creato da Dio” poiché emerso da un quadro quantistico), tuttavia non sono incompatibili con la dottrina metafisica della creazione divina dell'universo (...) La fisica non può arrivare da sola alla concezione di un Dio Creatore ma, senza l'ostacolo di premesse positiviste, la cosmologia fisica fornisce un quadro molto naturale e atto alla riflessione filosofica sul senso e sull'origine dell'essere finito».
Gli schieramenti attuali nelle discussioni filosofiche sul Big Bang non seguono comunque lo spartiacque atei/credenti: molti esponenti del materialismo hanno accettato il Big Bang e molti sostenitori del creazionismo e della religione lo rifiutano. Questi dibattiti avvengono principalmente nell'ambito di ambienti in cui la cultura predominante è stata quelle delle religioni monoteiste creazioniste, infatti come avviene per la maggiore accettazione dell'evoluzionismo, in altre religioni che prevedano cicli infiniti come buddhismo e induismo (o l'eterno ritorno presente come credenza diffusa nel neopaganesimo o in certa religiosità naturalistica basata sui cicli delle stagioni), si tendono ad accettare le implicazioni del Big Bang come una fase di espansione nella vita dell'universo, dal cui il consenso che le teorie di Big Bounce e in generale tutti i modelli ciclici hanno nel retroterra culturale da cui provengono scienziati indiani, dove le scritture induiste (Veda, Upanishad e Bhagavadgītā) si concentrano appunto su universi eterni che si distruggono e si ri-espandono (si vedano cosmologia buddhista e cosmologia induista).
Concludendo, la scienza in quanto tale studia solo i fenomeni osservabili, mentre la creazione dell'Universo è, per definizione, un evento irripetibile non osservabile direttamente. La capacità degli scienziati di analizzare eventi unici del passato remoto, come quello della creazione dell'universo, è limitata, perché questi non possono essere osservati direttamente e non sono ripetibili in laboratorio. La scienza può tuttavia misurare gli effetti di questi eventi (ad esempio la radiazione cosmica di microonde, il cosiddetto "eco del Big Bang") e interpretare queste osservazioni con degli strumenti scientifici. Dall'estrapolazione gli scienziati possono costruire un accurato quadro del passato. Secondo gli aderenti al naturalismo filosofico in questa maniera è possibile conoscere ogni elemento del passato, ma quest'idea non è universalmente accettata e alcuni propongono dei mezzi per conoscere il passato che vanno al di là della ricerca scientifica.
La continua ricerca scientifica e cosmogonica per capire l'origine dell'Universo si è arricchita, dal febbraio del 2009, di un significativo strumento scientifico localizzato nelle montagne svizzere, al confine con la Francia. In questa zona è situato il Large Hadron Collider (LHC), un acceleratore di particelle che ha, come compito fondamentale, quello di indagare sull'esistenza del bosone di Higgs, mattone fondamentale per la spiegazione quantistica dell'origine dell'Universo.
È invece definito da alcuni ricercatori di ispirazione religiosa "scienza della creazione" il tentativo di integrare la scienza e la fede abramica prendendo spunto dalle cause sovrannaturali della creazione descritte nella Bibbia nel Libro della Genesi e applicando il metodo scientifico nell'interpretazione dei fenomeni osservabili. Ad esempio, la teoria del Big Bang, da cui tutto avrebbe avuto inizio solo da un certo punto in avanti, è sembrata accordarsi con l'idea di una creazione dal nulla, come sostenuto da papa Pio XII. D'altra parte, altre teorie come quella di un'espansione dell'universo e di un suo successivo collasso, ritenute in accordo coi modelli di gravità quantistica necessari per spiegare il periodo precedente al tempo di Planck dove la gravità macroscopica perde valore, a cui seguirebbe un nuovo big bang, sembrano più in accordo con la visione ciclica delle cosmogonie orientali.

### Interpretazioni religiose
Dall'emergere della teoria del Big Bang come paradigma cosmologico fisico dominante, ci sono state una varietà di reazioni da parte di gruppi religiosi riguardo alle sue implicazioni nelle varie cosmologie. Alcuni hanno cercato di armonizzare il Big Bang con i loro principi religiosi, altri hanno rifiutato o ignorato le prove della teoria del Big Bang.
Molti filosofi atei si sono opposti all'idea che l'Universo abbia avuto un inizio: l'universo secondo loro potrebbe semplicemente essere esistito da sempre, ma con l'emergente evidenza della teoria del Big Bang, sia teisti che fisici hanno pensato che fosse possibile spiegarlo con il teismo.
L'Encyclopædia dell'induismo, riferendosi alla Katha Upanishad 2:20, afferma che la teoria del Big Bang ricorda all'umanità che tutto si è originato dal Brahman e consiste in diversi "Big Bang" e "Big Crunches" che si susseguono ciclicamente.

Il fatto che secondo la teoria del Big Bang, l'Universo ha avuto origine assieme allo spazio-tempo 13,7 miliardi di anni fa, porta a pensare all'esistenza di una realtà priva di spazio-tempo da cui l'Universo si sarebbe originato e che potrebbe essere il Dio cristiano in quanto per definizione esso è eterno e onnipresente cioè privo di spazio-tempo infatti nel Salmo 139, Davide afferma: "Se salgo in cielo, tu vi sei; se mi trovo negli abissi, eccoti" mentre nel Salmo 90:2 si legge "Prima che nascessero le montagne e che tu generassi il mondo intero, da sempre e per sempre tu sei Dio".  Anche alcune denominazioni cristiane protestanti conservatrici hanno accolto con favore la teoria del Big Bang come supporto ad una interpretazione storica della dottrina della creazione; tuttavia alcuni sostengono un'interpretazione molto letterale del libro della Genesi e respingono la teoria.

### Testi divulgativi
- Amedeo Balbi, La musica del Big Bang. Come la radiazione cosmica di fondo ci ha svelato i segreti dell'universo, Springer, 2007, ISBN 978-88-470-0612-6.
- Igor Bogdanov, Grichka Bogdanov; Arkadiusz Jadczyk, Prima del Big Bang. L'origine dell'universo, Longanesi, 2008, ISBN 88-304-2257-6.
- (EN) Gale E. Christianson, Edwin Hubble: Mariner of the Nebulae, University of Chicago Press, 1996, ISBN 0-226-10521-0.
- (EN) Robert Henry Dicke, Peebles, P.J.E., The big bang cosmology — enigmas and nostrums, Cambridge University Press.
- Maurizio Gasperini, l'Universo prima del Big Bang: cosmologia e teoria delle Stringhe, Franco Muzzio, 2002, ISBN 88-7413-052-X.
- (EN) Alan Guth, The Inflationary Universe: the quest for a new theory of cosmic origins, Vintage Books, 1998, ISBN 0-201-32840-2.
- Margherita Hack, Pippo Battaglia; Walter Ferrari, Origine e fine dell'Universo, UTET libreria, 2002, ISBN 88-7750-944-9.
- Margherita Hack, L'Universo alle soglie del duemila, Rizzoli BUR supersaggi, 1997, ISBN 88-17-11664-5.
- Stephen Hawking, Dal big bang ai buchi neri. Breve storia del tempo, Milano, Rizzoli, 1998  [1988], ISBN 88-17-11521-5.
- Stephen Hawking, Buchi neri e universi neonati, Rizzoli BUR supersaggi, 1997, ISBN 88-17-25900-4.
- (EN) Stephen Hawking, George Francis Rayner Ellis, The Large-Scale Structure of Space-Time, Cambridge (UK), Cambridge University Press, 1973, ISBN 0-521-20016-4.
- (EN) Ray d'Inverno, Introducing Einstein's Relativity, Oxford (UK), Oxford University Press, 1992, ISBN 0-19-859686-3.
- (EN) Edward Kolb, Michael Turner, The Early Universe, Addison-Wesley, 1988, ISBN 0-201-11604-9.
- (EN) Helge Kragh, Cosmology and Controversy, Princeton (NJ), Princeton University Press, 1996, ISBN 0-691-02623-8.
- (EN) Edward Arthur Milne, Relativity, Gravitation and World Structure, Oxford (UK), Oxford University Press, 1935, LCCN 35019093.
- (EN) John Peacock, Cosmological Physics, Cambridge University Press, 1999, ISBN 0-521-42270-1.
- (EN) Roger Penrose, Singularities and Time-Asymmetry, Cambridge University Press, 1979, ISBN 0-521-22285-0.
- (EN) Roger Penrose, Difficulties with Inflationary Cosmology, New York Academy of Sciences, 1989, DOI:10.1111/j.1749-6632.1989.tb50513.x.
- Gerald L. Schroeder, Genesi e Big Bang, Tropea Editore, 1991, ISBN 88-438-0015-9.
- Simon Singh, Big bang, Rizzoli, 2004, ISBN 88-17-00368-9.
- (EN) Richard C. Tolman, Relativity, Thermodynamics, and Cosmology, New York (NY), Dover Publications, 1987, ISBN 0-486-65383-8.
- Steven Weinberg, I primi tre minuti, Mondadori, 1977, ISBN 88-04-17752-7.

### Pubblicazioni scientifiche
- E. Hubble, A Relation Between Distance and Radial Velocity Among Extra-Galactic Nebulae, in Proceedings of the National Academy of Sciences, vol. 15, 1929,  pp. 168-173, DOI:10.1073/pnas.15.3.168, ISSN 16577160 (WC · ACNP).
- G., et al. Hinshaw, Five-Year Wilkinson Microwave Anisotropy Probe (WMAP) Observations: Data Processing, Sky Maps, and Basic Results (PDF), in Astrophysical Journal, 2008. URL consultato il 29 aprile 2019 (archiviato dall'url originale il 19 maggio 2017).
- (DE) A.A. Friedman, Über die Krümmung des Raumes, in Zeitschrift für Physik, vol. 10, 1922, DOI:10.1007/BF01332580. (traduzione inglese in:  A.A. Friedman, On the Curvature of Space, in General Relativity and Gravitation, vol. 31, 1999,  pp. 1991-2000, DOI:10.1023/A:1026751225741.)
- (FR) G. Lemaître, Un univers homogène de masse constante et de rayon croissant rendant compte de la vitesse radiale des nébuleuses extragalactiques, in Annals of the Scientific Society of Brussels, 47A, 1927. (traduzione inglese in:  A Homogeneous Universe of Constant Mass and Growing Radius Accounting for the Radial Velocity of Extragalactic Nebulae, in Monthly Notices of the Royal Astronomical Society, vol. 91, 1931,  pp. 483-490.)
- P.J.E. Peebles, Ratra, B., The Cosmological Constant and Dark Energy, in Reviews of Modern Physics, vol. 75, 2003, DOI:10.1103/RevModPhys.75.559, arXiv:astro-ph/0207347.
- A.A. Penzias, Wilson, R.W., A Measurement of Excess Antenna Temperature at 4080 Mc/s, in Astrophysical Journal, vol. 142, 1965, DOI:10.1086/148307.
- N.W., et al. Boggess, (COBE collaboration), The COBE Mission: Its Design and Performance Two Years after the launch, in Astrophysical Journal, vol. 397, 1992, DOI:10.1086/171797.
- D.N., et al. Spergel, (WMAP collaboration), Wilkinson Microwave Anisotropy Probe (WMAP) Three Year Results: Implications for Cosmology, 2006. URL consultato il 27 maggio 2007.

### Articoli di carattere tecnico
- (EN)  Narlikar, Jayant V. and T. Padmanabhan,  Standard Cosmology and Alternatives: A Critical Appraisal.. Annual Review of Astronomy and Astrophysics, Vol. 39, p. 211-248 (2001).
- (EN)  Morrison, Philip, and Phylis Morrison, " The Big Bang: Wit or Wisdom. URL consultato il 24 aprile 2018 (archiviato dall'url originale il 12 novembre 2005).?" Scientific American, Inc. 18 febbraio 2001.
- (EN)  Marmet, Paul, " Big Bang Cosmology Meets an Astronomical Death. URL consultato l'11 novembre 2017 (archiviato dall'url originale il 17 aprile 2004).".